# Знак «50 лет пребывания в КПСС»
Знак «50 лет пребывания в КПСС» — нагрудный знак, которым отмечались члены Коммунистической партии СССР. Учреждён 22 октября 1981 года Центральным Комитетом Коммунистической Партии Советского Союза. Вручался знак тем членам партии, стаж которых в партии составлял от 50 лет и более. Вместе со знаком вручалось и соответствующее удостоверение, подтверждающее право на ношение знака. Изготавливался на Московском монетном дворе. 

## Описание
Знак сделан из серебра и позолочен, вес 4 грамма, размер 15×17 миллиметров. Имеет округлую форму; в центре изображён медальон с числом «50», покрытый эмалью серого цвета; медальон обрамлён венком из колосьев пшеницы. Внизу расположена звезда, покрытая красной эмалью. В верхней и правой части расположено развевающееся знамя с надписью «КПСС», также покрытое эмалью. Знак вручался в специальной коробочке.
На реверсе знака расположена заколка для крепления к одежде, внизу расположено клеймо Московского монетного двора в виде вензеля. Встречаются два типа клейма: обычное и в виде вензеля в пунктирном кружке (выпускались позднее). Реже встречаются знаки изготовленные из бронзы, покрытые эмалью и краской, и алюминиевые знаки.
В 1981 году, накануне 50-летия пребывания Леонида Ильича Брежнева в коммунистической партии, только для него одного был выпущен отлитый из золота знак «50 лет пребывания в КПСС» (для других ветеранов КПСС этот знак изготавливался из серебра с золочением).